# Pelecopsis
Pelecopsis là một chi nhện trong họ Linyphiidae.